# Plagne (Occitania)
Plagne è un comune francese di 92 abitanti situato nel dipartimento dell'Alta Garonna nella regione dell'Occitania.

## Società

### Evoluzione demografica

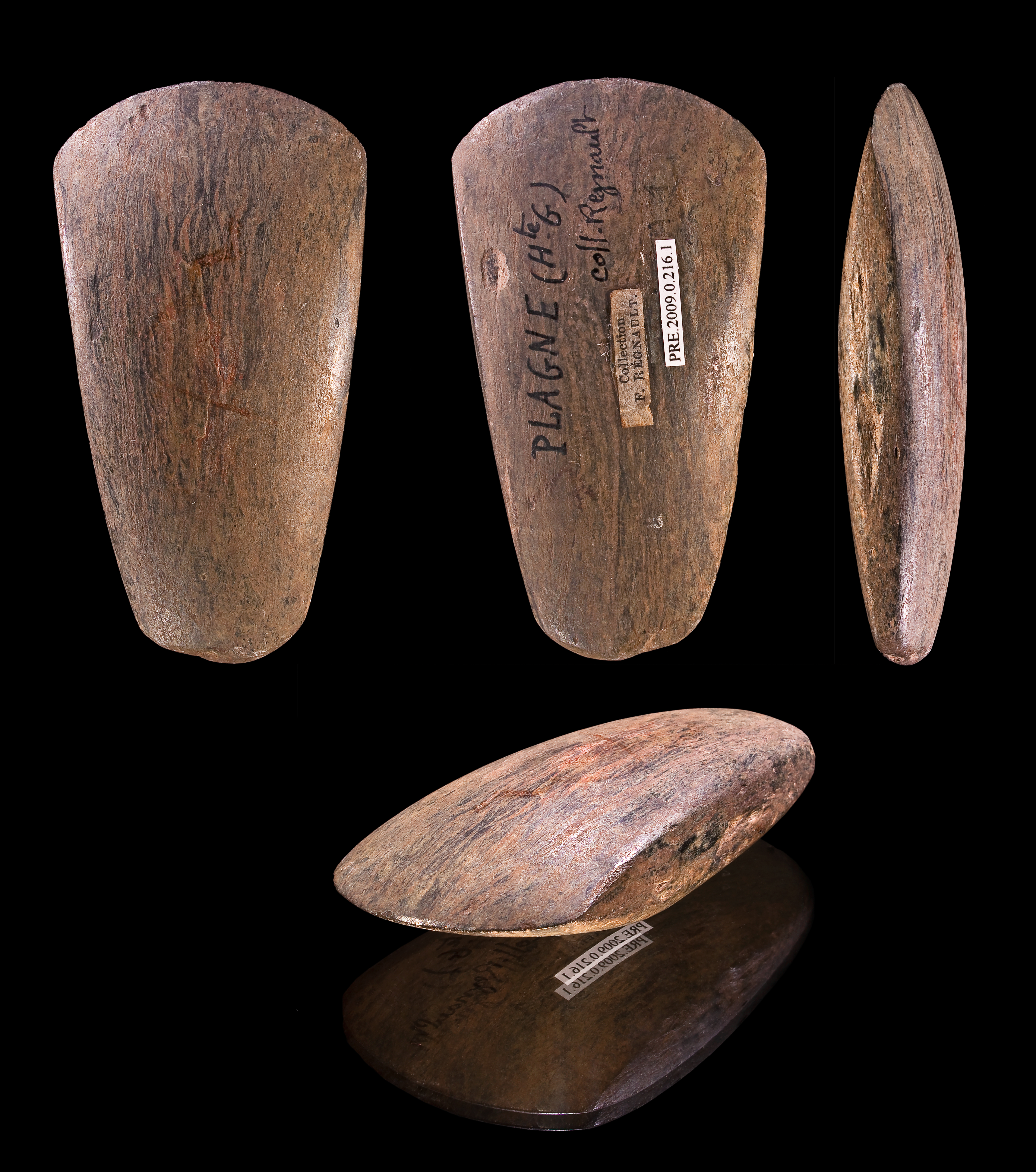
Plagne - Hache polie période néolithique - Muséum de Toulouse.

Abitanti censiti